# Exechocentrus lancearius
Exechocentrus lancearius là một loài nhện trong họ Araneidae.
Loài này thuộc chi Exechocentrus. Exechocentrus lancearius được Eugène Simon miêu tả năm 1889.